# The Curse of the Forest
The Curse of the Forest è un cortometraggio muto del 1916 diretto da William P.S. Earle.

## Produzione
Il film fu prodotto dalla Vitagraph Company of America.

## Distribuzione
Distribuito dalla General Film Company, il film - un cortometraggio in una bobina - uscì nelle sale cinematografiche statunitensi il 16 ottobre 1916.